# إليزابيث تاون (فلم)
إليزابيث تاون هو فيلم أمريكي، كوميدي رومانسي، كتبه وأخرجه كاميرون كرو، وبطولة أورلاندو بلوم، كريستين دانست وألك بالدوين في دور صغير كـ(CEO) في شركة الأحذية الرياضية وسوزان سارندون في دور الأرملة الحزينة.

## وصلات خارجية
- الموقع الرسمي
- مقالات تستعمل روابط فنية بلا صلة مع ويكي بيانات
- مقالة سينتيكست